# نادي مينهيد
نادي مينهيد هو نادي كرة قدم بريطاني أٌسس عام 1889. يلعب النادي في Somerset County League ‏.